# Stazione di Falconara Stadio
La stazione di Falconara Stadio è una fermata ferroviaria posta sulla linea Roma-Ancona, a servizio dei quartieri occidentali della città di Falconara Marittima.

## Storia
La fermata di Falconara Stadio venne attivata il 30 dicembre 2004.